# Іванівська сільська рада (Очаківський район)
Іва́нівська сільська́ ра́да — колишній орган місцевого самоврядування в Очаківському районі Миколаївської області. Адміністративний центр — село Іванівка.

## Загальні відомості
- Населення ради: 1 666 осіб (станом на 2001 рік)

## Населені пункти
Сільській раді були підпорядковані населені пункти:
- с. Іванівка
- с. Яселка

## Склад ради
Рада складалася з 16 депутатів та голови.
- Голова ради: Рачкова Людмила Олександрівна
- Секретар ради: Середа Леся Ярославівна

### Керівний склад попередніх скликань
| ПІБ                           | Основні відомості                                                         | Дата обрання | Дата звільнення |
| ----------------------------- | ------------------------------------------------------------------------- | ------------ | --------------- |
| Лозинський Богдан Пилипович   | Сільський голова, 1958 року народження                                    | 26.03.2006   | 01.04.2007      |
| Ільїн Сергій Олексадрович     | Сільський голова, 1952 року народження, безпартійний                      | 05.08.2007   | 31.10.2010      |
| Рачкова Людмила Олександрівна | Сільський голова, 1956 року народження, освіта вища, член Партії регіонів | 31.10.2010   |                 |

Примітка: таблиця складена за даними сайту Верховної Ради України